# Кунс, Крис
Кристофер Эндрю «Крис» Кунс (англ. Christopher Andrew "Chris" Coons; род. 9 сентября 1963, Гриниуч, штат Коннектикут, США) — американский политический деятель, сенатор США от штата Делавэр (с 2010) от Демократической партии. 

## Биография
В 1985 году получил степень бакалавра искусств в Амхерстском колледже, в 1992 году окончил Йельскую школу права и получил степень доктора юстиции (J.D.), а также Йельскую богословскую школу со степенью магистра искусств в религии (M.A.R.).
В 1980 году участвовал волонтёром в президентской кампании Рональда Рейгана, а после первого курса Амхерстского колледжа работал в аппарате сенатора США от Делавэра Уильяма Рота. Однако, проведя третий курс (Junior Year) в университете Найроби (Кения) кардинально изменил политические убеждения, перейдя из Республиканской партии в Демократическую.
После колледжа работал в вашингтонском Investor Responsibility Center, оказывал помощь безработным, затем уехал в ЮАР, где сотрудничал в Южноафриканском совете церквей.
Вернувшись в США, окончил университет и работал в канцелярии судьи Джейн Ричардс Рот, а также юрисконсультом в компании своего отчима W. L. Gore and Associates, производителя ткани «гортэкс». Состоял в совете попечителей благотворительного фонда «У меня есть мечта», оказывающего детям из неимущих семей помощь в получении образования.
В 2001—2005 годах являлся председателем совета округа Нью-Касл, в 2005—2010 годах возглавлял исполнительную власть в том же округе.
В 2010 году выставил свою кандидатуру на досрочных выборах сенатора от Делавэра, которую тогда занимал его однопартиец Тед Кауфман (он был назначен на эту должность в 2009 году ввиду избрания тогдашнего её обладателя Джо Байдена вице-президентом США). Победил на выборах сторонницу республиканского «движения чаепития» Кристин О’Доннел, получив поддержку 56,6 % избирателей, и 15 ноября 2010 года вступил в должность.
В 2014 году переизбран с результатом 55,8 % против 42,2 % у его основного соперника — республиканца Кевина Уэйда.
В 2020 году по итогам следующих выборов одержал ещё более уверенную победу, получив 59,4 % голосов. Республиканку Лорен Вицке (Lauren Witzke) поддержали 37,9 % избирателей.

## Личная жизнь
В 1996 году женился на Энни Лингенфельтер (Annie Lingenfelter), у супругов есть трое детей. Семья живёт в Уилмингтоне. Кунс с семьёй является прихожанином и членом Пресвитерианской церкви США.
12 января 2015 года внимание прессы привлёк эпизод, имевший место в ходе процедуры приведения к присяге нового Конгресса США, когда вице-президент Джо Байден сначала прошептал что-то на ухо выглядевшей смущённой 13-летней дочери Кунса — Маргарет, а потом попытался поцеловать её в голову, но та уклонилась. Впоследствии сама девочка и её отец заявили, что Байден не совершил ничего предосудительного, а Кунс также заметил, что вице-президент знает его детей всю их жизнь.